# Martin Peters
Martin Stanford Peters MBE (født 8. november 1943 i London, England, død 21. december 2019) var en engelsk fodboldspiller, der som midtbanespiller på det engelske landshold var med til at vinde guld ved VM i 1966. Han deltog også ved EM i 1968 og VM i 1970.
På klubplan var Peters tilknyttet de engelske klubber West Ham United, Tottenham Hotspur, Norwich City og Sheffield United. Med West Ham vandt han Pokalvindernes Europa Cup i 1965, og med Tottenham UEFA Cuppen i 1972, Var i finalen i 1974 , som Tottenham tabte
Han var frisparksspecialist og Englands manager Sir Alf Ramsey omtalte ham efter en kamp mod Skotland i 1968 som "ten years ahead of his time". Hans fleksibilitet var så stor, at han for West Ham prøvede at spille samtlige pladser på holdet inklusive målmand, da han i sin tredje kamp for klubben erstattede den skadede Brian Rhodes.